# Двурєчки
Двурєчки (рос. Двуречки) — село у Грязінському районі Липецької області Російської Федерації.
Населення становить 1736  осіб. Належить до муніципального утворення Двуреченська сільрада.

## Історія
З 13 червня 1934 до 6 січня 1954 року у складі Воронезької області. Відтак входить до складу Липецької області.
Згідно із законом від 23 вересня 2004 року № 126-ОЗ органом місцевого самоврядування є Двуреченська сільрада.

## Населення
| 2009 | 2010  | 2013  |
| ---- | ----- | ----- |
| 1274 | ↗1459 | ↗1736 |